# Ismênia Coaracy
Ismênia de Araújo Coaracy (Sertãozinho, 19 de dezembro de 1918 – São Paulo, 31 de maio de 2022) foi uma pintora brasileira.[carece de fontes?]
Iniciou-se na pintura em 1945, de modo autodidata, radicando-se em São Paulo, pintando temas figurativos, depois passou ao abstracionismo e ao neofigurativismo. Cursou gravura com Lívio Abramo entre 1956 e 1958, e história da arte com Wolfgang Pfeiffer.
Fez parte do Grupo Guanabara, do qual eram parte, entre outros, Arcângelo e Tomás Ianelli, Tikashi Fukushima e Manabu Mabe. Fez ilustrações para os jornais Estado, Folha de S. Paulo e para a revista Leitura, aprendeu cerâmica e pintura mural e lecionou pintura na ala psiquiátrica do Hospital das Clínicas de São Paulo.[carece de fontes?]
Entre 1973 e 1974 produziu filmes experimentais em Super-8: O Filme da Ampulheta, O divino e o Dragão, O desenrolar do filme e Princípio e Fim de Uma Obra de Arte
Teve sua primeira exposição individual em 1960. Exibiu obras em três Bienais de São Paulo e também em mostras no exterior.
Morreu em 31 de maio de 2022, aos 103 anos, em São Paulo.